# Hugo Lang
Hugo Lang OSB (* 3. Dezember 1892 in Rottenburg an der Laaber als Adolph Lang; † 1. Juni 1967 in München) war ein römisch-katholischer Theologe, Benediktiner und Abt im Kloster St. Bonifaz und Kloster Andechs.

## Biografie
Hugo Lang besuchte das Theresien-Gymnasium in München und anschließend das Gymnasium der Benediktinerabtei Metten, wo er 1911 sein Abitur ablegte. Nach dem Abitur trat er in die Benediktinerabtei Sankt Bonifaz in München ein; bei der Profess 1912 erhielt er den Ordensnamen Hugo. Es folgte ein Studium der Philologie und Theologie an der Ludwig-Maximilians-Universität München und die Priesterweihe 1916. An der Katholisch-Theologischen Fakultät der Universität Tübingen wurde er 1926 zum Doktor der Theologie promoviert. 1951 wurde er zum Abt des Klosters Sankt Bonifaz gewählt. Sein Nachfolger als Abt von Sankt Bonifaz wurde Odilo Lechner, der von 1964 bis zum Tod von Hugo Lang 1967 als Abtkoadjutor amtierte.

## Wirken
Ab 1919 war Hugo Lang als Religionslehrer und Studentenseelsorger an den Münchner Hochschulen tätig. Von 1945 bis 1952 wirkte er zudem als Rundfunkprediger, wodurch er einem größeren Publikum bekannt wurde. Zugleich engagierte er sich ab 1945 beim Aufbau der Volkshochschule. An der Universität München war er 1946–1967 „Honorarprofessor für Theologische Enzyklopädie“. Ab 1953 lehrte Hugo Lang als Gastprofessor auch an der Katholisch-theologischen Fakultät in Salzburg. Der Abt war Mitglied im Vorstand des Instituts für Reformationsforschung, das 1947 von Karl August Meißinger ins Leben gerufen worden war. Außerdem war er Mitglied der Bayerischen Benediktinerakademie, der er von 1954 bis 1964 als Abtprotektor vorstand.

## Forschung, Lehre und Verkündigung
Wie für seine Generation üblich, verfasste Lang seine Dissertation über ein scholastisches Thema, denn er „fühlte sich einem aufgeschlossenen Thomismus verbunden.“ Er publizierte in verschiedenen Bereichen wie Dogmatik, Liturgiewissenschaft, Kirchenrecht und Pastoraltheologie. Seine Schriften und Übersetzungen waren teilweise für eine breite Leserschaft verfasst (wie etwa das Buch über das Eherecht), aber er publizierte auch zu präzisen Forschungsfragen. Von seinen fachtheologischen Beiträgen (etwa die Kurzschrift über Grotius) wurden einige lang nach seinem Tod zitiert.
Ausführliche Veröffentlichungen in Lexika, Sammelwerken, wissenschaftlichen Periodika und Zeitungen folgten. Von seinen Radioansprachen erschienen vier Zyklen: „Das heilige Vaterunser“ (1946 und 1947), „Die acht Seligkeiten“ (1947), „Das Wichtigste von der christlichen Ehe“ (1948) und „Glaubensworte am Sonntagmorgen“ (1949).
Er war von einer ausgeprägten Marienfrömmigkeit gekennzeichnet. Sein Abtsporträt in der Äbtegalerie von Andechs beschreibt ihn in der Bildunterschrift als „Virginis in laudes effusus“ (überfließend mit Lob für die Jungfrau Maria). Seine Texte zur Mariologie wurden gesammelt und 1965 im lexikonartigen „Großen Marienbuch“ aufgelegt; der reichlich bebilderte Band wurde posthum (1983) wieder aufgelegt.
Franz von Bayern schrieb über ihn: „Abt Hugo Lang war eigentlich der letzte große Barockprälat Bayerns. Er gehörte nach dem Ende des Krieges in München zu den prägenden Figuren. Er war wortgewaltig, humorvoll und fand durch seine weit ausgreifende Bildung immer monumentale Bilder bei der Vermittlung seiner Gedanken.“

## Auszeichnungen
- 1952 Ehrenbürgerschaft von Rottenburg an der Laaber
- 1959 Bayerischer Verdienstorden
- 1963 Bayerischer Poetentaler

## Ehrenmitgliedschaften in Studentenverbindungen
Er war seit 1932 Mitglied der KDStV Vindelicia München und seit 1952 der KDStV Aenania München, jeweils im CV. Im Sommersemester 1952 nahm Lang die Ehrenmitgliedschaft der K.B.St.V. Rhaetia München an. Im Jahr darauf erhielt er außerdem die Ehrenmitgliedschaft des katholischen K.St.V. Rheno-Bavaria München im KV an, dessen Angehörige er über Jahrzehnte bei Einkehrtagen begleitete.

## Werke (Auswahl)
- Die Lehre des Hl. Thomas von Aquin. Von der Gewissheit des Übernatürlichen Glaubens. Historisch untersucht und systematisch dargestellt. Augsburg 1929 (zugleich in Tübingen eingereichte Dissertation von 1926).
- Das Vatikanische Konzil. Seine Geschichte von innen geschildert in Bischof Ullathornes Briefen, von Cuthbert Butler. Übers. und erw. von Hugo Lang, München 1933.
- Liturgik für Laien. Augsburg 1935.
- Der Historiker als Prophet. Leben und Schriften des Abtes Rupert Kornmann (1757–1817). Nürnberg 1947.